# 12 Heures de Sebring 1996
Navigation
Édition précédente Édition suivante
Les 12 Heures de Sebring 1996 sont la 44e édition de l'épreuve et la 2e manche du championnat IMSA GT 1996. Elles ont été remportées le 16 mars 1996 par la Riley & Scott Mk III no 4 de l’équipe Doyle Racing et pilotée par Wayne Taylor, Jim Pace et Eric van de Poele.

## Circuit

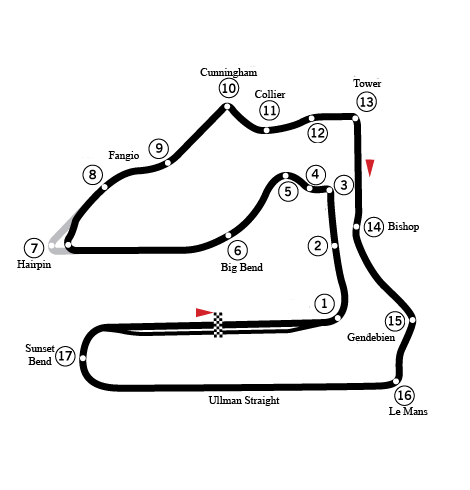
Le Sebring International Raceway, cadre des 12 Heures de Sebring 1996.

Les 12 Heures de Sebring 1996 se déroulent sur le Sebring International Raceway situé en Floride. Il est composé de deux longues lignes droites, séparées par des courbes rapides ainsi que quelques chicanes. Le tracé actuel diffère de celui de l'époque. Ce tracé a un grand passé historique car il est utilisé pour des courses automobiles depuis 1950. Ce circuit est célèbre car il a accueilli la Formule 1.

## Résultats
Voici le classement au terme de la course.
- Les vainqueurs de chaque catégorie sont signalés par un fond jauni.
- Pour la colonne Pneus, il faut passer le curseur au-dessus du modèle pour connaître le manufacturier de pneumatiques.

| Pos    | Cat   | n° | Équipe                         | Pilotes                                                                    | Châssis                    | Pneus | Tours |
| ------ | ----- | -- | ------------------------------ | -------------------------------------------------------------------------- | -------------------------- | ----- | ----- |
| 1      | WSC   | 4  | Doyle Racing                   | Wayne Taylor Eric van de Poele Jim Pace                                    | Riley & Scott Mk III       | P     | 334   |
| 2      | WSC   | 3  | Scandia Engineering            | Andy Evans Mauro Baldi Michele Alboreto                                    | Ferrari 333 SP             | P     | 330   |
| 3      | WSC   | 30 | Momo Corse                     | Gianpiero Moretti Max Papis Didier Theys                                   | Ferrari 333 SP             | Y     | 325   |
| 4      | WSC   | 63 | Downing/Atlanta                | Butch Hamlet Barry Waddell Jim Downing                                     | Kudzu DLM                  | G     | 318   |
| 5      | WSC   | 20 | Dyson Racing                   | Andy Wallace Butch Leitzinger                                              | Riley & Scott Mk III       | G     | 314   |
| 6      | GTS-1 | 74 | Champion Porsche               | Hans-Joachim Stuck Bill Adam                                               | Porsche 911 GT2            | G     | 309   |
| 7      | GTS-1 | 1  | Brix Racing                    | Darin Brassfield Brian Cunningham Irv Hoerr                                | Oldsmobile Aurora          | G     | 305   |
| 8      | GTS-1 | 56 | Martin Snow                    | Martin Snow Dennis Aase Jorge Trejos                                       | Porsche 911 GT2            | P     | 302   |
| 9      | GTS-1 | 72 | Champion Porsche               | John Fergus Derek Bell                                                     | Porsche 911 Turbo          | G     | 302   |
| 10     | GTS-1 | 48 | Chapman Root                   | David Murry Chapman Root Charles Nearburg                                  | Porsche 911 Turbo          | ?     | 301   |
| 11     | GTS-2 | 99 | Schumacher Racing              | Will Pace Andy Pilgrim Larry Schumacher                                    | Porsche 911 Carrera RSR    | P     | 294   |
| 12     | GTS-1 | 97 | Canaska Southwind Motorsports  | Joe Varde George Robinson Price Cobb Victor Sifton                         | Dodge Viper GTS-R          | M     | 294   |
| 13     | WSC   | 0  | Auto Toy Store                 | Justin Bell Gustl Spreng Morris Shirazi                                    | Spice SE90                 | ?     | 292   |
| 14     | GTS-2 | 93 | Ecuador Mobil 1 Racing         | Henry Taleb Jean-Pierre Michelet Rob Wilson                                | Nissan 240SX               | ?     | 291   |
| 15     | GTS-2 | 07 | Prototype Technology Group     | Pete Halsmer Dieter Quester Manfred Wollgarten David Donohue Javier Quiros | BMW M3                     | Y     | 288   |
| 16     | GTS-2 | 78 | Team A.R.E.                    | Cort Wagner Mike Doolin Kelly Collins Brent Martini                        | Porsche 964 Carrera RSR    | Y     | 288   |
| 17     | GTS-1 | 5  | Brix Racing                    | Joe Pezza Charles Morgan Rob Morgan                                        | Oldsmobile Aurora          | G     | 287   |
| 18     | GTS-1 | 69 | Spreng Racing                  | Ray Mummery Fritz Wegener Kersten Jodexnis                                 | Porsche 993 Carrera Turbo  | ?     | 278   |
| 19     | GTS-1 | 17 | Art Pilla                      | Art Pilla Oma Kimbrough Mike Bavaro                                        | Porsche 911 GT2 Evo        | G     | 273   |
| 20     | GTS-2 | 57 | Kryderacing                    | Reed Kryder Frank Del Vecchio                                              | Nissan 240SX               | ?     | 271   |
| 21     | GTS-2 | 73 | Jack Lewis Enterprises         | Jack Lewis Peter Uria Edison Lluch                                         | Porsche 993 Carrera RSR    | G     | 271   |
| 22     | GTS-2 | 86 | G&W Motorsports, Inc.          | Steve Marshall Danny Marshall John Biggs Weldon Scrogham                   | Porsche 964 Carrera Cup    | ?     | 265   |
| 23     | GTS-2 | 46 | Rob Collings                   | John Drew James Nelson Rob Collings Bruce Harrison                         | Porsche 911 Carrera RS Cup | ?     | 262   |
| 24     | WSC   | 16 | Dyson Racing                   | John Paul Jr. Rob Dyson James Weaver                                       | Riley & Scott Mk III       | G     | 262   |
| 25     | WSC   | 7  | Bobby Brown Motorsports        | Elliot Forbes-Robinson John Schneider Don Bell                             | Spice HC94                 | P     | 261   |
| 26 Abd | GTS-2 | 27 | Jack Refenning                 | Jack Refenning Tim Vargo Brady Refenning                                   | Porsche 993 Carrera Cup    | P     | 247   |
| 27 Abd | GTS-1 | 91 | Rock Valley Oil & Chemical Co. | Stu Hayner John Heinricy Roger Schramm                                     | Chevrolet Camaro           | G     | 246   |
| 28 Abd | GTS-2 | 25 | Angleo Cilli                   | Anthony Lazzaro Angelo Cilli Mike Fitzgerald                               | Porsche 911                | G     | 246   |
| 29     | GTS-2 | 24 | Alex Job Racing                | Charles Slater Ron Finger John Rutherford Bill Auberlen Bruce McQuiston    | Porsche 911                | G     | 240   |
| 30 Abd | WSC   | 9  | Scott Schubot                  | Scott Schubot Jérôme Policand                                              | Courage C41                | M     | 239   |
| 31     | GTS-2 | 52 | Andy Strasser                  | Andy Strasser Kevin Wheeler Alan Ludwig John Bourassa                      | Porsche 911 Carrera RSR    | ?     | 237   |
| 32     | GTS-1 | 6  | Juan Dibos                     | Eduardo Dibos Luis Mendez Bill Auberlen                                    | Ford Mustang               | Y     | 236   |
| 33 Abd | WSC   | 51 | Fantasy Junction               | Bruce Trenery Nigel Smith Kent Painter                                     | Cannibal-Chevrolet         | ?     | 233   |
| 34     | GTS-1 | 92 | Hoyt Overbagh                  | Mauro Casadei Gianni Biava Mark Montgomery Hoyt Overbagh Robert McElheny   | Chevrolet Camaro           | ?     | 230   |
| 35     | GTS-1 | 98 | Canaska Southwind Motorsports  | Trevor Seibert Mark Dismore Price Cobb                                     | Dodge Viper GTS-R          | M     | 205   |
| 36     | GTS-2 | 42 | Simon Gregg                    | Simon Gregg Max Schmidt Jarett Freeman                                     | Porsche 993 Carrera Cup    | P     | 201   |
| 37 Abd | GTS-1 | 09 | Konrad Motorsport              | Charles Mendez Franz Konrad Antônio Hermann Karel Dolejší André Ahrlé      | Porsche 911 GT2 Evo        | M     | 192   |
| 38     | GTS-2 | 58 | Pro Technik Racing             | Sam Shalala Jim Matthews Mark Hillestad Matt Turner Walt Bohren            | Porsche 993                | G     | 189   |
| 39     | GTS-1 | 53 | Team Rehabworks                | David Rubins Leonard McQue Ted Kempgens Gary Davis                         | Chevrolet Camaro           | ?     | 188   |
| 40 Abd | GTS-2 | 89 | Philip Collin                  | Philip Collin Kevin Buckler Joe Cogbill                                    | Porsche 911                | G     | 186   |
| 41 Abd | GTS-1 | 35 | Bill McDill                    | Richard McDill Bill McDill Tom Juckette                                    | Chevrolet Camaro           | Y     | 173   |
| 42 Abd | GTS-2 | 54 | Doug Trott                     | Doug Trott Rick Bye John Ruther Philip Kubik                               | Porsche 993 Cup RSR        | Y     | 171   |
| 43     | GTS-1 | 87 | Simon Gregg                    | John Annis Bob Boudinot David Donovan                                      | Chevrolet Camaro           | G     | 171   |
| 44 Abd | WSC   | 2  | Screaming Eagles Racing        | Craig T. Nelson Johnny O'Connell Dan Clark                                 | Riley & Scott Mk III       | Y     | 147   |
| 45 Abd | GTS-2 | 06 | Prototype Technology Group     | David Donohue Javier Quiros                                                | BMW M3                     | Y     | 114   |
| 46 Abd | GTS-2 | 88 | Douglas Campbell               | Ralph Thomas Douglas Campbell John Bourassa                                | Mazda RX-7                 | ?     | 109   |
| 47 Abd | GTS-2 | 55 | Stadler Motorsport             | Enzo Calderari Lilian Bryner Ulli Richter                                  | Porsche 911 Carrera RSR    | P     | 99    |
| 48 Abd | WSC   | 43 | Lee Payne Racing               | Ross Bentley Lee Payne Franck Fréon                                        | Riley & Scott Mk III       | G     | 97    |
| 49 Abd | GTS-1 | 34 | Gary Smith                     | Gary Smith David Rankin Luis Sereix                                        | Chevrolet Camaro           | ?     | 81    |
| 50 Abd | GTS-2 | 22 | Eurosport Racing               | Bohdan Kroczek Gerry Petroskey                                             | Porsche 911 GT2            | ?     | 78    |
| 51 Abd | GTS-2 | 26 | Alex Job Racing                | Tom Hessert Hurley Haywood Charles Slater                                  | Porsche 911 ME             | G     | 73    |
| 52 Abd | WSC   | 8  | Support Net Racing             | Bill Auberlen Henry Camferdam Roger Mandeville                             | Hawk C-8                   | G     | 64    |
| 53 Abd | WSC   | 36 | Wheel Works Racing             | Jean-Paul Libert Steve Fossett Rick Sutherland Dean Hall                   | Courage C41                | G     | 56    |
| 54 Abd | GTS-2 | 67 | Hendricks Porsche              | Jeff Purner Dave White Charles Coker Karl Singer                           | Porsche 964 Carrera RSR    | P     | 54    |
| 55 Abd | GTS-2 | 81 | Rudi Bartling                  | Vito Scavone Derek Oland Rudi Bartling Jeffery Pabst                       | Porsche 968                | ?     | 50    |
| 56 Abd | GTS-2 | 18 | Brad Cregar                    | Lance Stewart Brad Cregar Hatmut Haussecker                                | Mazda RX-7                 | ?     | 35    |
| 57 Abd | WSC   | 19 | Team SCI                       | Ranieri Randaccio Sam Brown Robin Smith                                    | Spice SE90C                | P     | 31    |
| 58 Abd | GTS-1 | 44 | Jacobs Motorsport              | Michael Jacobs Bill Weller                                                 | Pontiac Firebird           | ?     | 31    |